# Мишко Кранєць
Мишко Кранєць, також трапляється передача прізвища Кранєц (словен. Miško Kranjec; *15 вересня 1908 — †7 червня 1983, Любляна) — словенський письменник, публіцист, член Словенської академії наук і мистецтв.

## Біографія
Навчався у Люблянському університеті. Працював в демократичній пресі.
Під час Другої світової війни учасник Руху Опору в Словенії.
Визначний представник так званого соціального реалізму в словенської літературі.
Провідна тема творчості — історія життя селян Прекмур'я: повісті «Наймити» (1932), «Передмістя» (1933), романи «Вісь життя» (1935), «Залісся прокидається» (1936), «Капітанови» (1938), «Повість про добрих людей» (1940).
У трилогії «Повісті про владу» (1950—1956) подано розгорнуту панораму словенського повоєнного села. Боротьбу словенських партизанів проти німців відобразив у перших 2-х книгах тетралогії «За світлими обріями» (незакінчена, 1960—1963). Революційні події 1918 в центрі романів «Молодість у болотах» (1962), «Червоногвардієць» (1964—1967), «Дядьки мені розповідали» (1974, автобіографічний) та інші.
Автор збірок новел «Південні вітри» (1937), «Натюрморти і пейзажі» (1945), «Я їх любив» (1953), «Місяць живе на Бладовиці» (1958), «Анкета маленької людини» (1974) тощо.